# Восьмидесятые
«Восьмидеся́тые» — российский комедийный телесериал. Транслировался с 30 января 2012 года по 16 июня 2016 года на телеканале «СТС».
Производитель — компания «Леан-М» при участии «Сони Пикчерс Телевижн», с первого по четвёртый сезон — компания «Good Story Media», с пятого по шестой сезон — «Соло Фильм».
В 2019 году на экраны вышел «духовный сиквел» «Восьмидесятых» — «90-е. Весело и громко» с другим актёрским составом и сюжетной канвой.
Теглайн: «Как хорошо мы плохо жили!».

## История создания
Создателем сериала является Вячеслав Муругов:

Сериал «Восьмидесятые» я придумал, как шутку: мы подумали, что было бы, если бы в Союзе решили снять ситком?— 
Съёмки 1 сезона прошли осенью 2011 года. Было снято две пилотных серии с разным актёрским составом. В первой версии сериала:
- Сергей Яковлев — Александр Головин (в сериале — Дмитрий Белоцерковский);
- Михаил Смирнов — Сергей Походаев (в сериале — Александр Новицкий (1—4 сезон) и Егор Губарев (5—6 сезоны));
- Николай Петрович Смирнов — Михаил Ефремов (в сериале — Леонид Громов).

Причины замены актёров неизвестны. Показ начался 30 января 2012 года на канале СТС.
Съёмки 2 сезона начались 18 июня 2012 года. Некоторые уличные сцены стали снимать в Минске. Показ начался 21 января 2013 года на СТС.
Съёмки 3 сезона проходили с конца июня по октябрь 2013 года. Показ стартовал 21 октября 2013 года на СТС.
Съёмки 4 сезона проходили с 3 марта по июль 2014 года. Часть съёмок прошла в Санкт-Петербурге. Показ начался 15 сентября 2014 года на СТС.
Примечательно, что во время съёмок 4 сезона актриса Наталья Земцова была беременна, что внесло коррективы в съёмочный план: нужно было успеть снять сцены с Ингой, пока беременность актрисы не была заметна. Уложиться в новые рамки съёмочной группе не удалось — Наталья вернулась в сериал на седьмом месяце беременности.

— Первая примерка случилась, когда я была только на третьем месяце: на тот момент на меня можно было надеть всё что угодно. А потом мы увиделись примерно за неделю перед съёмками, когда я была уже на седьмом… Девчонки-костюмеры смотрели на меня каждый день и вздыхали: «Боже, твой живот ещё вырос!» Я принесла на площадку много своей одежды, которую купила специально для беременности. А мою любимую юбку, в которой я снималась в предыдущих сезонах «Восьмидесятых», на мне просто не застёгивали. А ещё мне утягивали грудь. Причём на первом сезоне, наоборот, подкладывали, а на последнем пришлось её утягивать, носить плотную майку. —
В 2014 году продюсерскую компанию «Good Story Media», производившую «Восьмидесятые», выкупил «Газпром-Медиа Холдинг». В связи с этим «Good Story Media» прекратила сотрудничество с СТС. В дальнейшем производить сериал стали «Леан-М», «Сони Пикчерс Телевижн» и «Соло Фильм».
Съёмки 5 сезона проходили с 7 июля по 31 октября 2015 года. Премьера состоялась 23 ноября 2015 года на СТС.
Съёмки 6 сезона проходили с 1 февраля по 4 апреля 2016 года. 12 апреля 2016 года телеканал СТС официально заявил, что 6 сезон станет для сериала заключительным. Премьера финального сезона состоялась 30 мая 2016 года на СТС. Заключительная серия вышла в эфир 16 июня 2016 года.
В октябре 2014 года СТС впервые официально объявил о готовящемся 20-серийном «духовном сиквеле» телесериала под названием «Девяностые». В сентябре 2017 года директор канала СТС Дарья Легони-Фиалко в эфире радиостанции «Эхо Москвы» подтвердила, что разработка концепции продолжения сериала по-прежнему ведётся.
23 июля 2018 года генеральный директор «СТС Медиа» и телеканала СТС Вячеслав Муругов в своём Instagram официально объявил о старте съёмок телесериала «90-е. Весело и громко». Премьера сериала состоялась на канале СТС 25 марта 2019 года в 20:00.

## Сюжет
События сериала происходят в СССР в 1986—1989 годах. Это история о жизни простых советских людей, о молодости, о зарождающихся романтических чувствах. Житейские истории о любви и дружбе разворачиваются на фоне событий, приведших к коренным изменениям в жизни страны. Главный герой сериала — Иван. Он учится на втором курсе института, живёт со своими родителями и младшим братом, а также дружит со своим лучшим другом Серёгой. Вскоре Ваня знакомится с соседом Серёги Борей, который приехал из Куйбышева. Ваня встречает девушку по имени Инга, он влюбляется в неё, но она не отвечает ему взаимностью. Инга селится в общежитие и знакомится с соседкой, которую зовут Маша — та комсорг факультета. Чтобы Инга заметила Ваню, он и Серёга решают организовать квартирник, где должен присутствовать Виктор Цой, в то время, пока его родители с братом уехали на выходные в Ленинград. Цой так и не приезжает, и в итоге квартирник спасает Галдин, который положил глаз на Ингу. Из-за квартирника у семьи Вани сломался телевизор, и ему пришлось устраиваться на работу, где вскоре он познакомился с Катей, и они временно стали парой, а Инга начинает встречаться с Галдиным.
Проходит уже полгода, как Ваня встречается с Катей, а Инга — с Галдиным. Происходит много интересных вещей не только у него, но и у его друзей. Маша по-прежнему ставит общественные интересы выше личных, Боря за эти полгода становится великим человеком — ему доверяют заведовать радиорубкой института, Сергей загорается идеей организовать дискотеку. У Гены, отца Вани, есть родной брат — Коля, который женат на Тамаре и у которых долгое время не было детей, но вскоре приходит время, когда Гена становится дядей. После того, как Инга рассталась с Галдиным, у Вани появляется второе дыхание, и он решается расстаться с Катей, но из-за Людмилы, матери Ивана, у него это не выходит, и он решает жениться на Кате, однако вскоре выясняется, что Катя не любит его, и они расстаются. Тем временем Инга знакомится с главой комитета Стасом Тихановичем, который помогает организовать дискотеку, тот, как и Ваня, влюбляется в Ингу и тоже пытается завоевать её сердце. Серёга тем временем влюбляется в Машу, и они становятся парой. В конце второго сезона Инга съезжает из общежития и переезжает в квартиру Коли и Тамары, которые уехали в отпуск. Всё хорошо, пока не приезжает отец Инги и не решается забрать её. В итоге Ваня признаётся Инге в любви, и они проводят последнюю ночь вместе. Наутро Ваня просыпается один, а Инга улетает в Париж.
В начале третьего сезона Ваня устраивается на работу в видеосалон, открывшийся на базе дома культуры. Там он знакомится с Таней — дочкой (как позже выяснилось — любовницей) Юрия, чиновника министерства культуры, которому принадлежит видеосалон. Серёга, друг Ивана, женится на Маше.
В четвёртом сезоне главный герой Ваня решает открыть фотокооператив. Тем не менее инициатива оборачивается крупными проблемами. Галина (жена Юрия) делает молодому человеку заманчивое финансовое предложение, от которого тот не может отказаться. Иван летит в Париж, где встречает Новый год с Ингой, которая теперь работает официанткой в кафе на Монмартре. Катя тем временем знакомится с парнем Макаром. Через три месяца после нового года она переезжает к Макару и строит карьеру стюардессы. В конце четвёртого сезона Ваня окончательно бросает Таню, поскольку та его предаёт, а Инга покидает Францию и возвращается к Ване навсегда. Маша подаёт заявление о разводе, а Боря признаётся Маше в чувствах и предлагает ей улететь в Израиль, но Серёга возвращает свою любимую жену.
В пятом сезоне Ваня ссорится с Ингой из-за Галдина, их отношения прекращаются. Иван устраивается фотокорреспондентом в журнал «Огонёк», где знакомится с журналисткой Сашей, в которую позже влюбляется. Боря возвращается в СССР из Израиля. У Маши и Серёги рождается дочка Света. В конце пятого сезона Ваня собирается уезжать вместе с Сашей на Байконур, но Инга пытается убедить Ваню остаться с ней.
В финальном шестом сезоне раскрылась главная интрига. Сначала Ваня всё же выбирает Сашу, ради которой был готов отправиться на Байконур, и расстаётся с Ингой. Впрочем, события не стояли на месте: Катя всё же помирилась с Макаром, Серёга преподносил Маше новые сюрпризы, а Борю с Соней постигла разлука. Ваня наконец осознаёт, что любит Ингу, и пытается сорвать её свадьбу с Антоном. Последние минуты финальной серии показывают, что ему это удаётся, и он обретает счастье с Ингой. На фоне личных отношений персонажей происходят стремительные перемены в стране: заканчивается последняя советская эпоха 1980-х и приближаются «лихие 1990-е».

## Связи с реальными событиями

### Первый сезон
Действие первого сезона сериала происходит с 31 августа по октябрь 1986 года.
- 1-я серия начинается с московских отголосков землетрясения, произошедшего в зоне Вранча 30 августа 1986 года.
- В 4-й серии Инга и Ваня смотрят фильм «Кин-дза-дза!» (1986)
- В 6-й серии Галдин исполняет песню Цоя «Хочу перемен!», которая впервые прозвучала в 1986 году на IV фестивале Ленинградского рок-клуба.
- В 7-й серии Геннадий смотрит телесериал «Спрут», премьера которого в СССР состоялась в 1986 году.
- В 11-й серии действие разворачивается вокруг эротической повести «Эммануэль[англ.]» (1967), запрещённой в СССР.
- В 11-й серии Людмила и Тамара смотрят телемост Ленинград—Бостон, в котором Людмила Иванова, одна из участниц, произнесла известную фразу «В СССР секса нет» (записан на телевидении 28 июня, выход в эфир 17 июля 1986).

### Второй сезон
Действие второго сезона сериала происходит с 1 мая по середину июня 1987 года.
- В 3-й серии Катя хочет после спектакля подарить цветы Андрею Миронову, умершему вскоре после описываемых событий, в августе 1987 года.
- В 6-й серии Стас с Ингой идут в кино на фильм «Курьер» (1986).
- В 7-й серии герои, говоря о фильмах, упоминают вышедшую в 1987 году ленту «Необыкновенные приключения Карика и Вали».
- В 8-й серии Стас Тиханович предлагает Инге поиграть в «Тетрис», имевший в 1987 году огромную популярность.
- В 10-й серии Инга хочет работать манекенщицей в журнале «Бурда Моден», который начал выпускаться в СССР в 1987 году.
- В 11-й серии Стас назначает Ване «дуэль» на просмотре фильма «Плюмбум, или Опасная игра» (1986). В этой же серии они идут на спарринг в нелегальную секцию каратэ, которое было запрещено в СССР практически все 1980-е годы.
- В 12-й серии Ваня, Инга и Стас идут на финал 1 сезона возрождённого КВН, в котором встречались команды ОГУ («Одесские джентльмены») и «МХТИ». Отец Стаса достаёт билеты у Александра Маслякова, который лично встречает Ингу и Стаса у входа. В этой же серии участники команды «МХТИ» помогают Ване пройти без билета, при условии, что если его спросят, он должен будет назваться Марфиным — капитаном команды «МХТИ» в то время являлся Михаил Марфин.
- В 15-й серии Стас, предлагая Ване занять должность заместителя в райкоме комсомола и отмечая при этом, что ценит его деловые качества, саркастически добавляет: «Даже несмотря на твоё аморальное поведение в отношении товарища Поляковой…» Припоминая анонимный донос на Ваню, он называет Катю не иначе как только по фамилии. В тот год на экраны вышла нашумевшая киноэкранизация, где героиню Нины Руслановой лишь так и зовут — «товарищ Полякова».
- В 16-й серии Серёга сказал Боре: «Борис, ты не прав!» (известная фраза Егора Лигачёва, сказанная Борису Ельцину в 1988 году на XIX партконференции).
- В 18-й серии Инга собирается идти на спектакль театра «Сатирикон», открытого в 1987 году в здании бывшего кинотеатра «Таджикистан».

### Третий сезон
Действие третьего сезона сериала происходит с конца августа по 19 октября 1987 года.
- В 4-й серии главарь банды рокеров просит одного из своих: «Хирург, иди сюда», а позже — «Хирург, проверь травмы».
- В 4-й серии рокеры, обнаружив натянутый над дорогой канат, говорят: «Люберецкие совсем оборзели».
- В 8-й серии Ваня достаёт для Тани мешок сахара, испытывая трудности потому, что в сентябре 1987 года в Москве были введены талоны на сахар.
- В 8-й серии Борис боится смотреть фильм «Телемертвецы» (1987), поэтому выключает изображение, оставляя только звук.
- В 12-й серии Людмила, выступив на заседании местного Совета, вдохновляет этим Бориса Ельцина на критическое выступление на Пленуме ЦК КПСС 21 октября 1987 года.
- В 13-й серии отец и дядя Вани вступают в «Общество борьбы за трезвость», повсеместно созданное в тот период в СССР в рамках общесоюзной антиалкогольной кампании.
- В 16-й серии Таня поёт на концерте в честь Дня конституции, который в 1980-е в СССР отмечался 7 октября. В этой же серии Катя предлагает Ване пригласить студента МГУ Алексея Кортнева выступить на этом праздновании.

### Четвертый сезон
Действие четвёртого сезона сериала происходит с декабря 1987 года по 17 мая 1988 года.
- В 1-й серии Ваня открывает кооператив, это стало возможным благодаря Постановлению Совета министров СССР от 5 февраля 1987 года «О создании кооперативов по производству товаров народного потребления».
- В 1-й серии Чепелев говорит о том, что в его ресторане проводится очень много банкетов, посвящённых 70-летию Великой Октябрьской социалистической революции, которое широко отмечалось в ноябре 1987 года.
- В 6-й серии Макар рассказывает Серёге и Борису схему работы, основанную на делении СССР на три ценовых зоны. Эти зоны существовали в Советском Союзе до отказа от государственного регулирования в области ценообразования в 1992 году.
- В 7-й серии Макар вешает на стенку совместное фото со Стивом Джобсом, объясняя Серёге, кто́ это. Стив Джобс приезжал в СССР и провёл семинар в июле 1985 года, там и мог быть сделан снимок.
- В 20-й серии на свадьбе у Геннадия и Людмилы выступает группа из Оренбургского детского дома. Поскольку название они ещё не придумали, Николай на ходу придумывает им название: «Ласковый май».

### Пятый сезон
Действие пятого сезона сериала происходит с 18 мая по 1 сентября 1988 года.
- Во 2-й серии Ваня, Инга, Катя, Макар, Серёга и Маша идут на международный рок-фестиваль «Рок-музыканты за мир». На афише значится дата проведения фестиваля — 20 мая 1988 года, хотя сам концерт состоялся неделей позже.
- Во 2-й серии на рок-фестивале звучит песня «Wind of Change» в исполнении группы «Scorpions», однако сами «Скорпионс» дважды выступали в СССР: в Ленинградском рок-клубе с десятью концертами 17—26 апреля 1988 года, и на Московском фестивале мира в «Лужниках» 12—13 августа 1989 года; сама же песня «Wind of Change» была написана в сентябре 1989 года и вышла в ноябре 1990 года в альбоме «Crazy World».
- В 6-й серии Ваня и Саша становятся свидетелями визита Рональда Рейгана в Москву, который проходил в мае—июне 1988 года.
- В 7-й серии Геннадий смотрит по телевизору фильм «Собачье сердце», премьера которого состоялась 20 ноября 1988 года.
- В 8-й серии Боря демонстрирует танец под знаменитую композицию «Ламбада» французской группы Kaoma, хотя премьера песни состоялась только в 1989 году.
- В 15-й серии директор бара Сурен под барной стойкой рассказывает Инге, как он прятался от своей бывшей жены в Гюмри. По состоянию на 1988 год город Гюмри носил название Ленинакан.
- В 15-й серии Ваня и Саша идут по ночной Москве, а проезжающие мимо парни на автомобиле «Москвич-412» кричат Саше: «Только замуж за него не выходи». Эти слова отсылают к песне «Ты замуж за него не выходи» группы «Электроклуб», записанной в 1987 году.
- В 18-й серии Ваня и Серёга организуют просмотр футбольного матча «Спартак» — «Динамо» (Киев), который состоялся 22 октября 1988 года.
- В 18-й серии Саше предлагают работу — освещать подготовку к старту орбитального корабля «Буран».
- В 20-й серии Элеонора Константиновна замечает при обходе института надпись «Сектор Газа». Ей говорят, что надпись была сделана в знак солидарности с Палестиной (сектор Газа), однако это скорее всего отсылка к одноимённой рок-группе «Сектор Газа», образовавшейся 5 декабря 1987 года.
- В 20-й серии Ваня и другие студенты вместе с Элеонорой Константиновной присутствуют на лекции, где выступает будущий известный политический деятель и экономист Егор Тимурович Гайдар.

### Шестой сезон
Действие шестого сезона сериала происходит с сентября по 23 ноября 1988 года.
- В 1-й серии Людмила, уговаривая Ваню и Сашу не уезжать, просит их дождаться и отпраздновать вместе 70-летие со дня основания Комсомола, которое отмечалось 29 октября 1988 года.
- Во 2-й серии Ване говорят, что Кондакова может полететь в космос только в следующем году. Е. В. Кондакова стала членом отряда космонавтов в 1989 году.
- В 3-й серии Антон пытается пригласить Ингу в кино с помощью билета на фильм «Маленькая Вера».
- В 4-й серии выясняется, что Антон работает ведущим телевизионной программы «До 16 и старше…».
- В 4-й серии Антон приглашает Ингу в кино на фильм «Игла».
- В 5-й серии Геннадий привёз для продажи красно-малиновые пиджаки, которые в 1990-х станут одним из атрибутов «новых русских».
- В 5-й серии Геннадий в баре говорит Ване, что «красные пиджаки подойдут разве что клоуну Асисяю».
- В 6-й серии Сашу хотят срочно откомандировать освещать запуск орбитального корабля «Буран», который произошёл на космодроме Байконур 15 ноября 1988 года.
- В 7-й серии Алексей, Павел, Макар, Катя и Лариса идут на вечеринку «депешистов» — фанатов британской электроник-рок-группы Depeche Mode.
- В 11-й серии Людмила пригрозила Геннадию, что если он что-нибудь сделает с её платьем, они перейдут на «заряженную» воду — речь об телепередачах экстрасенса Аллана Чумака, выходивших с 24 мая 1989 года.
- В 13-й серии один из преподавателей института говорит Макару, что борьба антивируса с вирусом такая же потрясающая, как финал по волейболу СССР — Перу, который состоялся 29 сентября 1988 года на Летних Олимпийских играх 1988 года.
- В 13-й серии Тамара хвалит Ване советскую медицину, говоря о том, что Святослав Фёдоров уже делает лазером операцию на глаза.
- В 13-й серии Макар говорит Кате, что «Намибия сегодня получила независимость». 22 декабря 1988 года в ООН достигнуто соглашение о предоставлении независимости Намибии, однако фактически Намибия получила её только 21 марта 1990 года[20].

## Персонажи

### В главных ролях
- Александр Якин — Иван Геннадьевич Смирнов, главный герой; студент второго (1—2 сезоны), третьего (3—5 сезоны), четвёртого (5—6 сезоны) курса экономического факультета Московского технико-экономического института. Влюблён в Ингу
- Наталья Земцова — Инга Львовна Бородина, однокурсница и возлюбленная Ивана; студентка второго (1—2 сезоны) курса экономического факультета; в 32 серии улетела в Париж, а в 71 серии вернулась в СССР; официантка (61 серия); маляр-штукатур (79 серия); официантка в баре «Мираж» (с 87 серии); студентка четвёртого курса экономического факультета (5—6 сезоны). Влюблена в Ваню
- Мария Аронова — Людмила Александровна Смирнова, мать Ивана; диспетчер на автобазе[21] (до 32 серии), народный депутат (с 33 серии), начальник отдела на автобазе (до 89 серии), безработная (с 89 серии)
- Александр Половцев — Геннадий Петрович Смирнов, отец Ивана; заводской рабочий (до 32 серии), учитель труда (33 серия), безработный (до 78 серии), продавец вёшенок на колхозном рынке (с 78 серии)
- Леонид Громов — Николай Петрович Смирнов, старший брат Геннадия, дядя Ивана; начальник поезда
- Юлия Сулес — Тамара Смирнова, жена Николая Смирнова; работница булочно-кондитерского комбината
- Наталья Карпунина — Элеонора Константиновна Веригина; преподаватель истории КПСС, парторг факультета
- Дмитрий Белоцерковский — Сергей Викторович Яковлев, однокурсник и друг Ивана; студент второго (1—2 сезоны), третьего (3—5 сезоны), четвёртого (5—6 сезоны) курса экономического факультета, бармен в баре «Мираж» (с 83 до 99 серии), заведующий культмассовым сектором института (со 104 серии)
- Роман Фомин — Борис Левицкий, друг Ивана, сосед Сергея по общежитию; студент экономического факультета
- Анна Цуканова-Котт — Екатерина Фёдоровна Полякова; председатель профкома студентов (1—2 сезоны), 1-й секретарь комитета комсомола (34—52 серии), стюардесса международных авиалиний (с 62 серии), старшая стюардесса (с 78 по 96 серии), студентка Московского технико-экономического института (с 1 по 61 серии, и вновь с 96 серии)
- Анастасия Балякина — Мария Яковлева (урождённая Гончаренко), однокурсница Ивана, возлюбленная Сергея (2—3 сезоны), позже его жена (с 3 сезона); 2-й секретарь комитета комсомола
- Никита Ефремов — Галдин (с 5 по 74 серии), влюблён в Ингу; рок-музыкант; в 16 серии отчислен из института, в 17 серии уходит в армию, в 32 серии уехал из СССР, участник рок-группы «Zadovoljština» («Удовольствие») (74 серия)
- Егор Корешков — Станислав Павлович Тиханович (с 18 по 52 серии), друг Сергея; 2-й (до 27 серии), 1-й секретарь комитета комсомола института (27—34 серии)
- Наталья Скоморохова — Татьяна Пшеницына (с 33 по 76 серии); начинающая певица
- Дмитрий Хоронько — Аркадий Павлович (с 33 по 56 серии); директор Дома культуры Маяковского
- Сергей Юшкевич — Юрий Леонидович Князев (с 33 по 70 серии); чиновник из министерства культуры
- Анна Невская — Галина Семёновна Князева (с 37 по 70 серии); жена Юрия Леонидовича
- Вячеслав Евлантьев — Макар Галактионов (с 57 серии), парень Кати; программист
- Арина Постникова — Александра Новикова (с 77 серии); корреспондент журнала «Огонёк» (до 90 серии); корреспондент на Байконуре (с 94 до 98 серии); корреспондент молодёжной программы «До 16 и старше…» (с 98 серии), бывшая возлюбленная Ивана
- Дмитрий Миллер — Илья Борисович Антонов (с 77 по 90 серии); редактор отдела «Общество» в журнале «Огонёк»[22]
- Ярослава Николаева — София Гольдштейн (с 87 до 98 серии), девушка Бориса из Израиля; в 98 серии была депортирована из СССР обратно в Израиль
- Алексей Демидов — Антон Фомин (с 95 серии), ведущий молодёжной программы «До 16 и старше…», бывший парень и жених Инги

### В эпизодах
- Александр Новицкий — Михаил Геннадьевич Смирнов, младший брат Ивана; школьник (1—4 сезоны)
- Егор Губарев — Михаил Геннадьевич Смирнов, младший брат Ивана; школьник (5—6 сезоны)
- Ирина Чипиженко — Октябрина Степановна; вахтёрша общежития
- Виктория Шашкова — Лариса Евгеньевна Феофанова, подруга Кати; студентка
- Платон Бабыкин — Пётр Николаевич Смирнов (с 58 серии), сын Николая и Тамары
- Галина Стаханова — Нина Ивановна Смирнова, мать Геннадия и Николая, бабушка Ивана (2 сезон)
- Артур Ваха — Дмитрий Борисович Чепелев, бывший ухажёр Людмилы; метрдотель ресторана (1—4 сезоны)
- Евгений Стычкин — Андрей Андреевич Никифоров; сотрудник КГБ
- Олег Акулич — Мадукалов; младший сержант милиции
- Сергей Суслов — дальнобойщик
- Евгений Ткачук — фарцовщик
- Роман Маякин — Герман; «организатор» квартирника Цоя, аферист
- Игорь Лагутин — Виктор Сергеевич Яковлев, отец Сергея (1, 3, 5, 6 сезоны)
- Олег Комаров — телемастер
- Алексей Паничев — Жмых, неформал; бас-гитарист группы Галдина
- Игорь Яцко — Фёдор Викторович Поляков, отец Кати
- Андрей Андреев — Павел Тиханович, отец Стаса
- Олег Есенин — Александр Васильевич Масляков
- Сергей Сосновский — Лев Борисович Бородин, отец Инги; представитель автозавода ГАЗ во Франции
- Дмитрий Горевой — Анатолий, бывший парень Маши
- Максим Ратинер — Евгений Анатольевич Кирхевич, бывший начальник Геннадия Смирнова
- Константин Чепурин — Михалыч, бывший коллега Геннадия Смирнова
- Егор Тимцуник — Алексей (с 73 серии), друг Вани
- Эдгар Гизатуллин — Павел (с 73 серии), друг Вани
- Сергей Погосян — Сурен Вазгенович (с 83 серии), хозяин бара «Мираж»
- Руслан Мушрапилов — Егор Тимурович Гайдар (92 серия)
- Алексей Гришин — Денис Алексеевич Могилёв (с 93 серии), ректор Московского технико-экономического института, преподаватель экономики стран соцлагеря
- Сергей Багаев — Савельич (с 93 серии), сосед Смирновых, работник на рынке

## Список сезонов
| Сезон | Сезон | Серии | Период трансляции            |
| ----- | ----- | ----- | ---------------------------- |
|       | 1     | 12    | 30 января — 15 февраля 2012  |
|       | 2     | 20    | 21 января — 20 февраля 2013  |
|       | 3     | 20    | 21 октября — 25 ноября 2013  |
|       | 4     | 20    | 15 сентября — 9 октября 2014 |
|       | 5     | 20    | 23 ноября — 17 декабря 2015  |
|       | 6     | 13    | 30 мая — 16 июня 2016        |

### Сезон 1
| № серии | Сценарист(ы)                     | Описание серии | Премьера        |
| ------- | -------------------------------- | --- | --------------- |
| 1       | Алексей Поляков                  | На дворе был 1986 год. Уже началась перестройка, но Советский Союз ещё не распался. Это было время, когда Ваня спокойно обходился без Интернета, гипермаркетов и даже мобильного телефона. В Москве тогда ещё не было пробок, доллар стоил 60 копеек, а ключи от квартиры Ваня спокойно оставлял под ковриком. Главный герой Ваня Смирнов учился на втором курсе института и не подозревал, какие потрясения ждут его 31 августа 1986 года. А ведь он всего лишь хотел «кайфово» провести последний день лета вместе с друзьями в студенческом общежитии. | 30 января 2012  |
| 2       | Максим Паршин                    | Советский Союз называли самой читающей страной в мире. А что ещё было делать, ведь в 1986 году не было ни компьютеров, ни DVD, ни игровых приставок. В то время Ваня взахлёб читал рыцарские романы про Айвенго, Робин Гуда, Ланселота. И вот он решает завоевать сердце Инги по-рыцарски… | 30 января 2012  |
| 3       | Максим Паршин                    | В 1986 году в коммунизм практически никто не верил, но советские граждане всё ещё его строили. В институтах изучали политэкономию, историю КПСС, научный атеизм. Но Ваню тогда интересовало совсем другое: джинсы, девочки, дискотеки. | 31 января 2012  |
| 4       | Павел Кривчик                    | В Советском Союзе можно было работать за деньги и за идею, так сказать, на благо Родины. Ездить в стройотряды, охранять порядок в народной дружине, а также два раза в год участвовать всей страной во всесоюзном субботнике. По сути, это была трудовая повинность, но Ване это нравилось. Потому что рядом были друзья, и можно было не учиться. Он и не думал, что предложение, сделанное ему Ингой на субботнике, заведёт их в милицию, как нарушителей общественного порядка.                                                                        | 1 февраля 2012  |
| 5       | Максим Паршин                    | В 1986 году в СССР по дорогам ездили советские автомобили, в домах стояла советская мебель, одевались люди в советскую одежду. Поэтому любая вещь из заграницы, из Польши или Болгарии, — ценилась на вес золота. А продажа импортных товаров с рук считалась спекуляцией и преследовалась по закону. Так что зря Ваня связался с фарцовщиком. | 2 февраля 2012  |
| 6       | Павел Кривчик                    | В Советском Союзе были созданы все условия для досуга молодёжи. Хочешь — занимайся в кружке авиамоделирования, хочешь — запишись в народный ансамбль «Бубенчики», хочешь — иди на концерт Софии Ротару в Дом культуры. Но мы хотели совершенно другого: гонять на мотоцикле, ходить на дискотеки, слушать рок-музыку. Мы не протестовали, мы просто были молоды и нам хотелось чего-то нового. Серёга предлагает Ване организовать подпольный концерт Виктора Цоя.                                                                                        | 6 февраля 2012  |
| 7       | Алексей Поляков                  | В Советском Союзе люди не умели зарабатывать деньги, они умели получать зарплату. Жить на эту зарплату и одалживать до этой зарплаты. У Вани в то время было только два легальных источника дохода: деньги на обеды и сданные бутылки. Свои первые деньги он заработал только в 18 лет, когда сломал телевизор, и ему нужно было заработать на ремонт. | 7 февраля 2012  |
| 8       | Алексей Поляков                  | В СССР каждую осень вся страна от академиков до студентов отправлялась на картошку помогать собирать урожай. Сейчас это выглядит странно: заниматься не своим делом, причём принудительно и бесплатно. Но для Вани это было «офигительное» время: природа, друзья, романтика. Ваня ждал этого с нетерпением. А в этот раз к тому же с ним поедет ещё и Инга, так что нельзя упускать такой шанс! | 8 февраля 2012  |
| 9       | Алексей Лебедев                  | В 80-е Америка и СССР изо всех сил хотели доказать своё превосходство. Советский Союз запустил станцию «Мир» в космос. Америка создавала систему противоракетной обороны «Звёздные войны». Ване было восемнадцать, и он тоже хотел быть круче других, поэтому сам искал приключения на свою… голову. Тем более, когда появился повод победить соперника на глазах у Инги. | 9 февраля 2012  |
| 10      | Алексей Лебедев, Ксения Воронина | Шёл 1986 год. Это было время, когда начали меняться приоритеты. На первый план стали выходить деньги, связи, положение. Но всё-таки главными были: честность, порядочность. За это Ваня и любит то время. Из Ленинграда в гости к Серёге приехал отец и захотел познакомиться с Ваней. | 13 февраля 2012 |
| 11      | Ксения Воронина, Алексей Лебедев | Шёл 1986 год. В Советском Союзе не было секса, но при этом была очень высокая рождаемость. В свои восемнадцать лет Ваня не очень много знал о сексе. Да, да, вы не ослышались: в свои 18 лет. Но тут Инга даёт Ване «запретную» книгу — «Эммануэль»… | 14 февраля 2012 |
| 12      | Павел Кривчик                    | Многие думают, что в Советском Союзе не было выбора. Но это не так. Советские граждане могли выбирать, где зарабатывать 120 рублей: на заводе или на фабрике. Они выбирали, куда поехать в отпуск: в Анапу или Геленджик. Пускай они не могли выбирать фасоны одежды, но могли выбирать их размер. Они выбирали между тем, что было, а не тем, чето хотелось. Но оказалось, что не так-то просто сделать выбор между тем, чего хочешь одинаково сильно. Ваня узнал об этом в октябре 1986 года, когда ему предстояло сделать выбор между Ингой и Катей…   | 15 февраля 2012 |

### Сезон 2
| № серии | Описание серии | Премьера        |
| ------- | --- | --------------- |
| 1 (13)  | В середине 80-х в СССР подул ветер перемен. В политике появилась 50-летняя молодёжь. Музыка зазвучала по-новому с синтезатором «Ионика». В моду вошли бананы, джемперы «летучая мышь», широкие плечи и синтетические ткани. Медленнее всего менялось сознание. Внутри мы всё ещё оставались советскими людьми. С того момента, когда Ваня опоздал в парк к Инге, прошло полгода. 1 мая 1987 года он готовился к праздничной демонстрации.                                        | 21 января 2013  |
| 2 (14)  | В середине 80-х в Советском Союзе начался настоящий бум новых молодёжных движений. Ваня с друзьями мог часами спорить о том, чем рокеры отличаются от металлистов или панков. Но Смирнов с ребятами точно знал, что все они против люберов. Ваня на себе ощутил разницу между рокерами и люберами. | 21 января 2013  |
| 3 (15)  | 80-е годы были безмятежным временем. Всех соседей знали по именам, в гости ходили без приглашения, а детей спокойно отпускали одних гулять во двор. Хотя были и минусы. Стоило один раз покурить за гаражами, не в затяг. Реально, не в затяг. И даже не понравилось, как дома тебя уже ждали с ремнём. Ваня не собирался морально разлагаться, но Инга пригласила его на свой день рождения.                                                                                    | 22 января 2013  |
| 4 (16)  | В Советском Союзе за человека всё было уже решено. На фабрике «Большевичка» решали, какого размера костюмы ему носить. На гормолокозаводе — какой жирности сметану есть, а на радио «Маяк» — под какие песни танцевать. Но Ваня был молод, и хотел решать сам за себя. Ваня обидел Катю, и теперь ему непременно нужно извиниться. Он решает купить ей подарок. | 23 января 2013  |
| 5 (17)  | В середине 80-х, после введения сухого закона, некоторое время проводились комсомольские безалкогольные свадьбы. Ну как безалкогольные? В самовары наливали водку, а в чайники — коньяк. Так были довольны и гости, и власти. Ваня был на парочке подобных свадеб, и не хотел такую же. Он вообще не хотел жениться. | 24 января 2013  |
| 6 (18)  | Люди в Советском Союзе жили одинаково. Сначала в шортах, надетых на колготки, мы шли в садик «Солнышко». Потом брали мешки со сменной обувью и бежали в школу. Потом женились на однокурснице, или той, с кем первый раз поцеловались. А в старости сидели у подъезда, смотрели на детей и ворчали, что в наше время всё было по-другому. Но наступала эпоха, когда Ваня мог изменить своё будущее. Родители Кати приехали в Москву и Ваня никак не мог избежать встречи с ними. | 28 января 2013  |
| 7 (19)  | Шёл 1987 год. Время, когда показателем статуса человека были пыжиковая шапка, махровый шарф и драповое пальто с каракулевым воротником. Сейчас этот человек тоже бы выделялся из толпы. Ваня, наоборот, хотел слиться с толпой, чтобы его никто не заметил. | 29 января 2013  |
| 8 (20)  | В 80-е непросто было найти занятие на вечер. В кинотеатрах месяцами шли одни и те же фильмы. В столице работало всего несколько ресторанов, и туда было не попасть. Парк Горького закрывался очень рано, поэтому все просто ходили друг к другу в гости. Стас не ждал Ваню и сделал всё, чтобы тот не пришёл на вечеринку. | 30 января 2013  |
| 9 (21)  | 1987 год был насыщенным на события: атомный ледокол «Сибирь» достиг Северного полюса, впервые СССР посетила Маргарет Тэтчер, немец Матиас Руст приземлился прямо на Красную площадь. Но тогда Ване казалось, что всё это мелочи по сравнению с тем, что происходило в его жизни. А его в это время отправили в деревню присматривать за хозяйством, пока бабушка лежит в больнице.                                                                                               | 31 января 2013  |
| 10 (22) | В Советском Союзе люди занимались вещами, которые сегодня показались бы очень странными. Сейчас никто не вырезает обложки для кассет из журналов, никто не ест «счастливые» билеты, и вряд ли кто-то при свете красного фонаря готовит проявитель и фиксаж для фотографий, а тогда это казалось абсолютно нормальным. Ваня увлекался фотографией, поэтому Инга попросила снять её для журнала «Бурда Мода».                                                                      | 4 февраля 2013  |
| 11 (23) | В СССР культивировались и продвигались виды спорта, которые сегодня почти забыты: городки, мотобол, гиревой спорт. А то, что сегодня кажется привычным, например, карате или бодибилдинг, наоборот, были официально запрещены. От этого они казались Ване вдвойне интересными и загадочными. | 5 февраля 2013  |
| 12 (24) | В 80-е было всего два телеканала, но всегда было что посмотреть. Геннадий смотрел «Служу Советскому Союзу» и, конечно, «Спортлото». Людмила смотрела «Сельский час», Ваня — «Клуб путешественников», Мишка — «В гостях у сказки». Хотя, если честно, до 3 курса Ваня тоже смотрел «В гостях у сказки». А когда возродился КВН, Инга очень захотела попасть на запись этой игры.                                                                                                  | 6 февраля 2013  |
| 13 (25) | Каждый год 19 мая школьников по всей стране принимали в пионеры. Ваня тоже был пионером, и для него это было важно. Он носил красный галстук и плакал, когда после стирки со свитером тот стал бордовым. Чтоб сдать больше всех макулатуры, он вынес из дома собрание сочинений Жюль Верна. Но всё равно проиграл, потому что кто-то принёс всего Льва Толстого. Ваня никак не мог ожидать, что ему придётся конкурировать со Стасом за сердце Инги.                             | 7 февраля 2013  |
| 14 (26) | Шёл 1987 год. Дискотеки становились всё популярнее. Чтобы иметь успех у девчонок, нужно было уметь танцевать нижний брейк, и все парни старательно делали хоть что-то похожее. Ваня любил эти дискотеки, ведь это была его молодость. Когда же пришло время дискотеки Вани, Серёги и Стаса, то до последнего момента не было ясно, состоится ли она. | 11 февраля 2013 |
| 15 (27) | Сегодня советские продукты кажутся эталоном качества. Эскимо за 20 копеек, натуральное молоко, шоколад, консервы без пищевых добавок… А тогда для светских граждан любой западный продукт был чем-то волшебным. Кола, жевательные конфеты, датская ветчина. И все говорили: «Да, наши так делать не умеют!». Ваня мог получить ленинскую стипендию, но в комиссии, которая распределяла стипендии, был Стас.                                                                     | 12 февраля 2013 |
| 16 (28) | В Советском Союзе не было пиццы, гамбургеров и суши. Но люди радовали себя простыми домашними блюдами. Хрустели огурчиком с солью, макали хлебный мякиш в сырое яйцо, заливали гречку молоком. А на сладкое делали леденцы из жжёного сахара, или варили сгущёнку. Ваня решил облегчить себе жизнь и окончательно выяснить отношения с Катей. В сто сорок третий раз. | 13 февраля 2013 |
| 17 (29) | В Советском Союзе было всё для облегчения жизни простых людей: электровафельницы, скороварки, держатели спичечных коробков, готовальни, плойки, трафареты и многое другое. Правда, не было сотовых телефонов, ноутбуков, домашних кинотеатров, но Ваня не ощущал, что всего этого ему не хватает. Инга больше не могла жить в общежитии. Чем Ваня мог ей помочь? | 14 февраля 2013 |
| 18 (30) | В СССР было много объявлений, которые сейчас ушли в прошлое. Когда в столовой висела надпись «Четверг — рыбный день», Ваня понимал, что сегодня даже компот будет пахнуть рыбой. Если в магазине висит табличка «Ушла на базу», значит день рождения товароведа отмечают с утра. А если на афише фильма написано «Детям до 16 вход запрещён», значит в кадре покажут женскую грудь. Может даже без лифчика. Ванин секрет раскрылся очень быстро.                                 | 18 февраля 2013 |
| 19 (31) | Шёл 1987 год. Люди в СССР жили своей обычной жизнью: кто-то стоял в очередях, кто-то варил джинсы, а кто-то на уроках труда мастерил табуретки или лопаты для снега. Но, спустя время, каждый из этих людей, в том числе и Ваня, мог с уверенностью сказать, что это были его лучшие годы. А этот день должен был стать для Вани самым лучшим в его жизни. | 19 февраля 2013 |
| 20 (32) | В 80-е человек, который побывал за рубежом, был такой же редкостью, как космонавт. Их и было примерно поровну. О той жизни советским гражданам рассказывали политические обозреватели. Если честно, Ваня боялся попасть за границу, потому что всегда боишься неизвестности. Ваня решает помочь Инге, которую отец собрался увезти на родину. | 20 февраля 2013 |

### Сезон 3
| № серии | Сценарист(ы)                    | Описание серии | Премьера        |
| ------- | ------------------------------- | --- | --------------- |
| 1 (33)  | Максим Паршин                   | Лето 1987 года — это пора перемен. Мы верили, что к лучшему. После бегства Инги из СССР Ваня решил жить по-новому, стать похожим на героев боевиков тех времён. Бесстрашным, как Люк Скайвокер, сильным, как Джон Мэтрикс из «Коммандо», волевым, как Рокки Бальбоа. Чтобы заработать на новую жизнь, Ваня готов согласиться на предложение Стаса. | 21 октября 2013 |
| 2 (34)  | Пётр Внуков                     | Сегодня непонятно как в советское время можно было смотреть видеомагнитофон за деньги. Синтия Ротрок, Боло Янг, Майкл Дудикофф — в конце 80-х эти имена могли собирать стадионы, но собирали небольшие душные комнаты с маленьким телевизором. В одном из таких видеосалонов и начал работать Ваня. И сразу же столкнулся с проблемами. | 22 октября 2013 |
| 3 (35)  | Татьяна Шохова                  | В СССР на улицах повсюду стояли телефонные будки, откуда можно было позвонить всего за две копейки. Именно «двушки» часто в кармане и не оказывалось, и тогда «умные» люди придумали просверлить в монете дырку, повесить на нитку и, позвонив, вытягивать назад. У Вани тоже была такая «неразменная двушка», только обычно он забывал её дома. В это трудно сегодня поверить, но в Советском Союзе импортный видеомагнитофон стоил примерно, как автомобиль. Из салона исчез видик, и Ване и Серёге нужно срочно его найти. Иначе им в жизни не расплатиться.             | 23 октября 2013 |
| 4 (36)  | Станислав Тляшев                | В 80-е байкеров в СССР называли рокерами. Их было мало, как и хороших мотоциклов. Ну как хороших: «Чезеты», «Явы». Рокеры ездили по ночам и боялись настоящих «королей дорог» — советской милиции. Ваня ездил на «Урале» и был рокером в душе. Особенно когда его папа разрешал отцепить коляску. И тут неожиданно Ване пришлось столкнуться с настоящими рокерами. | 24 октября 2013 |
| 5 (37)  | Пётр Внуков                     | В СССР непременным атрибутом был портрет Ленина. Под пристальным взглядом Ильича шла жизнь на фабриках, заводах, школах, институтах, и в местах заключения. За жизнь семьи Смирновых вождь следил с комсомольского значка Вани и с Мишиной октябрятской звёздочки. Именно дедушка Ленин стал свидетелем первой выкуренной тайком сигареты, первого поцелуя, и не только. Ваня пригласил Таню на дискотеку. | 28 октября 2013 |
| 6 (38)  | Станислав Тляшев                | В Советском Союзе не было Интернета, и новости разлетались по стране со скоростью бабушек. К счастью, личная жизнь Вани их интересовала гораздо меньше жизни Михаила Сергеевича с Раисой Максимовной или Пугачёвой с Болдиным. А у Вани в то время она была не менее насыщенной. Но, если бы бабушки знали, что происходит у Вани, они обсуждали бы только его. | 29 октября 2013 |
| 7 (39)  | Анна Макаренкова                | В СССР на фоне тотального дефицита люди применяли смекалку. Вместо москитной сетки в квартире Смирновых на форточках кнопками была прибита марля. Телевизионная антенна была сделана из металлической вешалки, а двери в комнату украшали занавески из скрепок и разрезанных открыток. Чтобы выполнить задание Юрия, Ване пришлось проявить недюжинную сообразительность. | 30 октября 2013 |
| 8 (40)  | Максим Паршин                   | В 1987 году в столице не стало сахара, а ведь до этого его буквально брали мешками. На вопрос: зачем? Люди отвечали: «На варенье!». Ваня не знает, как у других, в его семье это варенье было жидким, пахло сивухой и горело. Для борьбы с такими «сладкоежками», как отец Вани, с сентября в Москве появились талоны на сахар. Это были первые талоны, введённые в столице. Вскоре за ними последовали и другие. Таня была особенной девушкой и хотела получить в подарок что-то невероятное. Правда, Ваня так и не понял, почему именно он должен искать для неё подарок. | 31 октября 2013 |
| 9 (41)  | Станислав Тляшев                | В СССР были свои представления об отдыхе. Люди валялись не на пляже с коктейлем, а в лечебной грязи с минералкой. Советский «пятизвёздочный» отель назывался санаторий-профилакторий, в «олл инклюзив» входило первое, второе и компот, а вместо спа был электрофорез. В те годы Ваня был ещё очень молод, и только зарабатывал на заслуженное лечение. Когда Юрий предложил Ване поехать в санаторий, он очень удивился. Ведь со здоровьем у него всё было в порядке. Или Ваня чего-то не знает?                                                                           | 5 ноября 2013   |
| 10 (42) | Максим Паршин                   | В 1987 году в СССР появились первые кооперативные рестораны. И в них даже не было очереди. Ведь цены в них тоже были «кооперативными». Поэтому Ваня, в основном, ходил в студенческую столовую, где ел жареный хек со слипшимися макаронами, серое пюре с подливой или котлетами из хлеба. А когда денег не было совсем — брал стакан сметаны и коржик. Но в этот раз ему пришлось пойти в ресторан. Ведь под угрозой оказалась предстоящая свадьба. | 6 ноября 2013   |
| 11 (43) | Татьяна Шохова                  | СССР был страной очередей. Порой в них стояли сутками. Зато после длинной очереди зелёные бананы казались спелыми, а мороженый минтай — вкусным. Чтобы убить время в очереди, Ваня читал, как и многие другие. Возможно поэтому Советский Союз был самой читающей страной в мире. Перед Ваней встал выбор: дефицит или свадьба? | 7 ноября 2013   |
| 12 (44) | Пётр Внуков                     | В октябре 1987 года Борис Ельцин выступил с критикой на пленуме ЦК КПСС, заявив, что перестройка идёт слишком медленно. Не знаю, пошла ли после этого перестройка быстрее, но поста своего Ельцин лишился. Ваня тоже может всё потерять, если Галина узнает его секрет. Что делать, ведь они будут вместе целый вечер? | 11 ноября 2013  |
| 13 (45) | Марина Елатомцева               | Студенты 80-х знали, что после института их ждёт обязательное распределение. Каждый молодой специалист был обязан несколько лет отработать там, куда пошлёт его Родина. Например, в Магадане или селе Сузак Джалал-Абадской области. Ваня жил с ощущением, что очень скоро его жизнь может круто измениться, и от этого всё происходящее воспринималось острее. Ваня хотел свободы, но для этого ему придётся совершить предательство. Что выберет Иван? | 12 ноября 2013  |
| 14 (46) | Анна Макаренкова                | В Советском Союзе с креативом было настолько плохо, что даже такого слова не было. Сначала придумывали название, а потом решали куда его прилепить. Советский человек носил часы «Космос» и его же курил. Зубы чистил пастой «Океан» и стоял в очереди в одноимённом магазине. Особенно любили слово «дружба». Этим словом называли всё без разбора: от сырка до газопровода. Ваня был молод, и для него дружба была очень важна. Аркадий хочет выгнать Ваню с работы. Ему нужно только придумать повод.                                                                    | 13 ноября 2013  |
| 15 (47) | Семён Лобашёв, Максим Паршин    | В Советском Союзе вещи порой хранились в очень неожиданных местах. Например, в семье Смирновых лук отлично «зимовал» в старых чулках, в банках из-под иваси проращивали рассаду, а в коричневой кофейной железной банке лежали пуговицы. Мясо висело за форточкой в кульке, а коллекция значков была наколота на старый вымпел. Ваня подозревает, что и Таня внутри не такая, какой кажется. | 14 ноября 2013  |
| 16 (48) | Максим Паршин                   | В советское время Ваня, как и все дети, сначала был октябрёнком, потом — пионером. Затем, в седьмом классе, вступил в ВЛКСМ. Ване нравились стройотряды, герои-комсомольцы, штормовки, романтика… В школе Ваня даже сбежал на БАМ, но отец догнал его на вокзале, а потом выпорол. И правильно! Нечего второкласснику делать на БАМе. На концерте в честь Дня конституции кому-то нужно было спеть главную песню. У Вани была одна кандидатура. Осталось только убедить Катю.                                                                                               | 18 ноября 2013  |
| 17 (49) | Татьяна Шохова                  | В начале 80-х в Советском Союзе отменили отсрочку от армии для студентов. После первого курса пацаны уходили на «двухлетние каникулы», из которых возвращались с наколками «За ВДВ» или «ДМБ-87». Московский технико-экономический институт оказался в числе немногих, где осталась военная кафедра. Поэтому Ваня не служил, а запах портянок и автоматов вдыхал на полевых сборах. Ваня с друзьями отправляется на военные учения. | 19 ноября 2013  |
| 18 (50) | Марина Елатомцева               | В СССР с продуктами были перебои, поэтому их место в холодильнике занимали другие предметы. Например, на дверце хранились лекарства. В морозилку складывали новые колготки, ну, чтобы они дольше служили. А Ваня с братом оставляли в холодильнике на ночь жвачку, ну, чтобы завтра снова её жевать. Сегодня Ване нужно выгнать человека на улицу. Ему будет очень сложно это сделать. | 20 ноября 2013  |
| 19 (51) | Семён Лобашёв, Анна Макаренкова | В Советском Союзе ходило много слухов об иностранцах. Кто-то говорил, что американцы продают нам заражённые джинсы, что голландцы скупают неваляшек и достают из них ценный металл, а японцы запасаются нашими спичечными коробками и делают из них мебель. Ваня, как и все, этому верил, после того, как Боря устроил день рождения на деньги от продажи трёхлитровой банки сигаретного пепла. | 21 ноября 2013  |
| 20 (52) | Максим Паршин                   | Империя зла, закрытая железным занавесом. Вот что мы знали об СССР все последние годы, но недавно всё начало меняться. Перестройка, ускорение, гласность — весь мир узнал эти слова. Сегодня, когда занавес приоткрылся, зарубежные репортёры получили возможность приехать в Москву, и рассказать о том, как живёт современная советская молодёжь. Съёмочная группа снимает для американского телевидения документальный фильм о московских студентах. Героями фильма стали Ваня, его друзья и его семья.                                                                  | 25 ноября 2013  |

### Сезон 4
| № серии | Сценарист(ы)      | Описание серии | Премьера         |
| ------- | ----------------- | --- | ---------------- |
| 1 (53)  | Татьяна Шохова    | В 1987 году в СССР разрешили открывать кооперативы, но советские граждане работать на себя не спешили, ведь бессмысленно выносить с работы у себя самого, самому себе давать липовые больничные, а в конце месяца ругать самого себя за низкую зарплату. Поэтому все продолжали делать это на прежней работе. Ваня купил патент на индивидуальную трудовую деятельность. Теперь он официально стал фотографом. Осталось только найти помещение для работы.                   | 15 сентября 2014 |
| 2 (54)  | Андрей Никифоров  | В СССР социальный статус владельца показывала шапка: норка, песец, бобр, ондатра — с точностью до рубля сообщали о доходах хозяина. Ваня тоже решил, что ходить в «петушке» уже не солидно, поэтому купил себе «формовку». Знакомство Ивана с КГБшником не прошло бесследно. Теперь Ваня не знает, стал ли он стукачом, или всё обошлось и он просто «трепло». | 15 сентября 2014 |
| 3 (55)  | Анна Макаренкова  | В Советском Союзе медицина была бесплатная, но в поликлинику люди обращались только за больничным. Капустный лист, алоэ, детская моча, ушная сера — этим нехитрым набором лечили почти любую болезнь, а если у Мишки выскакивал ячмень, Людмила просто плевала ему в глаз. Когда Ваню пригласили работать на свадьбе, он даже не предполагал, чем всё закончится. | 16 сентября 2014 |
| 4 (56)  | Евгения Хрипкова  | В СССР был дефицит всего, даже обычных полиэтиленовых пакетов. Их стирали и использовали по много раз, а когда Ване на день рождения подарили кроссовки в фирменном пакете, у виновника торжества было целых два подарка! Когда Ваня шёл к Аркаше, он и не ожидал, что окажется внутри детектива покруче, чем «Десять негритят». | 17 сентября 2014 |
| 5 (57)  | Максим Паршин     | В СССР не было казино и букмекеров. Свой азарт и деньги люди тратили на лотереи. В «Спортпрогнозе» нужно было угадать результаты соревнований. В лотерее «Спринт» можно было моментально узнать свой выигрыш. Ваня любил играть в «Спортлото». Особенно нравилась мелодия, под которую крутились шары в лототроне. Когда у Вани сломался фотоаппарат, надеяться оставалось разве что на выигрыш в «Спортлото».                                                               | 18 сентября 2014 |
| 6 (58)  | Екатерина Петрова | Во времена СССР цены на золото подскочили вдвое, но государство позаботилось о молодожёнах: те, кто вступал в брак впервые, получали 70 рублей на приобретение колец. Одни знакомые Вани подали заявление только из-за этой компенсации. Ваня даже не думал жениться, но всё шло именно к этому. | 22 сентября 2014 |
| 7 (59)  | Евгения Хрипкова  | В 80-е в Советском Союзе стали популярны универсамы самообслуживания. Первый раз Ване было непривычно в магазине без продавцов, но когда кассирша нахамила, как продавцы всех отделов вместе взятые, — всё встало на свои места. По-настоящему обеспеченные люди работали в магазине, на рынке или в автосервисе. Чтобы заработать на фотомашину, Ваня должен был познакомиться с такими людьми.                                                                             | 23 сентября 2014 |
| 8 (60)  | Татьяна Шохова    | Перед советским человеком были открыты все дороги в пределах нашей необъятной Родины, но Ваня очень хотел побывать за границей. Прошли годы, и его желание исполнилось. Теперь Ваня свободно может поехать и в Юрмалу, и в Одессу, и в Тбилиси. Чтобы выехать за границу, Ване нужно было получить кучу справок и характеристик. И здесь многое зависело от Элеоноры Константиновны.                                                                                         | 24 сентября 2014 |
| 9 (61)  | Анна Макаренкова  | Ваня уже неделю был в Париже, и каждый день приходил по адресу на конверте, но каждый день в квартире никого не было. Наступал Новый год, и Ваня хотел встретить его с Ингой. Он не знал что ему делать. Ну не ходить же ему по улице с этой фотографией, и спрашивать: «Не знаете ли Вы эту девушку?»?! | 25 сентября 2014 |
| 10 (62) | Андрей Никифоров  | В 80-е бытовая техника советского производства славились своей «брутальностью». Пылесос «Ракета» шумел, как настоящая ракета. Холодильник «ЗИЛ» был размером с автомобиль, а утюг Смирновых можно было смело считать холодным оружием: во-первых, потому что он не грел, а, во-вторых, если он падал, жертв было не избежать. Побывав за рубежом, Ваня привёз оттуда тостер, плеер, миксер… Но счастья это не принесло.                                                      | 29 сентября 2014 |
| 11 (63) | Максим Паршин     | В 80-е многие коллекционировали марки. У Вани тоже было несколько альбомов и кляссеров. Смирнов переворачивал папиросную бумагу и с трепетом рассматривал маленькие прямоугольнички с магической надписью «Монгол Шуудан». Своё «сокровище» Ваня передал по наследству Мишке, а он обменял его на вкладыши Turbo. Когда Ваню пригласили выступить перед абитуриентами на Дне открытых дверей факультета, он очень удивился такому предложению.                               | 30 сентября 2014 |
| 12 (64) | Семён Лобашёв     | В 80-е набирало популярность учение Порфирия Иванова. Вслед за ним люди обливались холодной водой, ходили босиком по снегу и голодали. Периодически отключение горячей воды и пустые полки в магазинах говорили о том, что и государство поддерживает эту систему. У Кати был только один знакомый, который мог поехать за рубеж — Ваня, и ей пришлось обратиться со своей необычной просьбой именно к нему.                                                                 | 1 октября 2014   |
| 13 (65) | Татьяна Шохова    | В Советском Союзе регулярно проводились антивоенные митинги. Студентам нравилось в них участвовать. Во-первых, они «сдерживали» империалистическую угрозу, во-вторых, молодёжь за это освобождали от учёбы. И ещё неизвестно что страшнее: Пиночет или сопромат. Ваня не мог допустить, чтобы Катя ехала в вагоне, полном мужчин, два года не видевших женщину. Надо было что-то придумывать.                                                                                | 2 октября 2014   |
| 14 (66) | Марина Елатомцева | Советский Союз стремился ни в чём не уступать Западу. Против их ковбоя Клинта Иствуда воевал наш индеец Гойко Митич. На американские горки мы ответили комнатой страха. На их электрогитару Fender — гитарой «Урал», которую тоже можно было втыкать в розетку. Из разработок СССР Ване больше всего нравился напиток «Байкал», придуманный, чтобы заменить «колу». Но отказаться от поездок за рубеж он решил не из-за этого.                                               | 6 октября 2014   |
| 15 (67) | Евгения Хрипкова  | В 1988 году в мясных отделах магазинов из мяса было… только название. В народе шутили: видимо, коров взрывают, поэтому остаются ножки да рожки, но зато столько холодца, как в эти годы, Ваня не ел больше никогда. Поэтому свою последнюю поездку за границу Ваня решил использовать по полной, чтобы привезти с Запада всё, чего не было дома. | 7 октября 2014   |
| 16 (68) | Андрей Никифоров  | В СССР домашний телефон был роскошью. Когда Смирновым его установили, дома был праздник. Но звонить оказалось некому, поскольку знакомым семьи телефон ещё не провели. Поэтому Геннадий с Мишкой брали телефонную книгу и обзванивали всех подряд. Спрашивали они одно и то же: «Это квартира Зайцевых? Нет?! А почему тогда уши из трубки торчат?». Иван сделал всего лишь один звонок, но из-за него всё полетело в тартарары.                                             | 8 октября 2014   |
| 17 (69) | Андрей Никифоров  | В 80-е появились первые советские ЭВМ, которые ни в чём не уступали западным образцам. Правда, монитором у наших был телевизор, а дисководом — магнитофон. Но что, в общем-то было ждать от компьютерной техники с названиями «Микроша» и «Ириша»?! Один из таких ЭВМ стал причиной ссоры между Ваней и Макаром и едва не сломал их общее дело. | 8 октября 2014   |
| 18 (70) | Максим Паршин     | В Советском Союзе не было ипотеки и потребительских кредитов. Их заменяли членские взносы. Каждый месяц все коммунисты и комсомольцы отдавали государству часть своей зарплаты или стипендии. Получается, что советские граждане строили коммунизм в кредит, в расчёте, что скоро будем в нём жить. А потом Ваня вместо со всей страной оказался в обществе обманутых вкладчиков. Ваня свои долги хотел отдать до конца. Всем.                                               | 9 октября 2014   |
| 19 (71) | Татьяна Шохова    | В 1988 году в СССР прошёл первый конкурс красоты «Московская красавица». В положении о конкурсе говорилось, что участвовать в нём может любая женщина, считающая себя красивой. Поэтому Тамара тоже решила выйти на подиум, но в последний момент передумала. Ей показалось, что после родов она немного поправилась. Вся страна обсуждала и осуждала его победительницу — Машу Калинину. И только Ване было не до этого. Ему нужно было разобраться со своей личной жизнью. | 9 октября 2014   |
| 20 (72) | Максим Паршин     | В СССР всё самое лучшее было запланировано в будущем. Коммунизм — к 1980-му году, отдельная квартира каждой семье — к 2000-му. А когда будущее наступило, оказалось, что всё, чем мы гордимся, осталось в прошлом. Победа — в 1945-м, полёт Гагарина — в 1961-м, олимпийский Мишка — в 1980-м. Но тогда советские граждане ещё не знали об этом, и просто надеялись на лучшее. Ваня понял, что всё это время шёл не туда. Осталось найти новую дорогу.                       | 9 октября 2014   |

### Сезон 5
| № серии | Сценарист(ы)                                  | Описание серии | Премьера        |
| ------- | --------------------------------------------- | --- | --------------- |
| 1 (73)  | Иван Семёнов, Сергей Лахтин, Кирилл Кондратов | 1988 год предстоял быть богатым на события. Впервые опубликуют роман Бориса Пастернака «Доктор Живаго», завершится Антиалкогольная кампания, Коммунистическая партия официально отпразднует 1000-летие Крещения Руси, наша сборная по футболу дойдёт до финала Чемпионата Европы и миллионы советских граждан будут счастливы, но а Ваня уже был самым счастливым человеком в СССР — к нему вернулась девушка его мечты.            | 23 ноября 2015  |
| 2 (74)  | Сергей Лахтин                                 | В Советском Союзе было столько республик, что необходимость слушать зарубежных певцов пропадала. Их с успехом заменяли Полад Бюльбюль-оглы и ансамбль «Сябры», но когда «железный занавес» пошатнулся, оказалось, что молодёжь предпочитает оттягиваться под AC/DC, носить кожаные куртки с заклёпками от школьных сумок и ставить ирокезы на пиво. Ваня с Ингой решают отправиться на рок-фестиваль.                               | 23 ноября 2015  |
| 3 (75)  | Алиса Мезенцева, Сергей Лахтин, Иван Семёнов  | В Советском Союзе в конце трудовой недели всех ждал заслуженный отдых. Автолюбители чинили машины, домоседы — телевизоры, садоводы копали грядки, а рыбаки — червей. Чтобы отвлечься от мыслей об Инге, Ваня решает вместе с отцом отправиться на рыбалку. | 24 ноября 2015  |
| 4 (76)  | Гульнара Сапаргалиева                         | В Советском Союзе можно было достать всё, что угодно. За несколько палок финского сервелата договаривались о покупке фирменных кроссовок без очереди, а их, в свою очередь, дарили главврачу, чтобы получить отдельную палату в роддоме. У Вани возникают сразу две проблемы — угроза отчисления из института, а также Таня, которая не хочет бесплатного развода.                                                                  | 25 ноября 2015  |
| 5 (77)  | Александр Шампаров                            | Люди в СССР гордились, что наша нация — самая читающая в мире. Может потому, что смотреть и слушать было особенно нечего. Зато газет и журналов в Союзе печатали рекордное количество. Это было время, когда в библиотеки ходили не только студенты, у которых нет Интернета. Неожиданно для себя Ваню берут фотокорреспондентом в редакцию журнала «Огонёк», где он знакомится с амбициозной журналисткой Сашей.                   | 26 ноября 2015  |
| 6 (78)  | Гульнара Сапаргалиева                         | В 80-е люди очень трепетно относились ко всему иностранному. Настолько, что даже оставляли рабочие места, лишь бы вживую посмотреть на президента США Рональда Рейгана и это несмотря на то, что тот назвал нашу страну «Империей зла». Ваня с Сашей горят желанием встретиться с американским президентом. | 30 ноября 2015  |
| 7 (79)  | Дмитрий Минаев, Иван Семёнов                  | В советское время не было ни Интернета, ни социальных сетей. Тогда было принято фотографировать людей, а не еду. А оставить сообщение на стене можно было только… мелом в подъезде. Ваня никак не может «отлипнуть» от своей новой пассии. | 1 декабря 2015  |
| 8 (80)  | Александр Шампаров                            | В Советском Союзе у человека всегда был выбор. Летом советские школьники выбирали куда их отправят: к бабушке или в пионерский лагерь, чтоб родители, в свою очередь, могли выбрать где отдохнуть — в Алупке или в Алуште. Это было время, когда в Турции и Египте ещё не слышали о русских туристах. Ваня в компании с Борей отправляется в пионерлагерь проведать младшего брата.                                                 | 2 декабря 2015  |
| 9 (81)  | Сергей Лахтин                                 | В 1988-м Советский Союз накрыл кооперативный бум. Самые предприимчивые создавали кооперативы, самые сильные — кооперативы по охране кооперативов, и звали их «рэкетиры». Вот и Ване придётся встретиться лицом к лицу с рэкетирами. | 3 декабря 2015  |
| 10 (82) | Мария Колбецкова, Алиса Мезенцева             | В конце 80-х в СССР начала набирать обороты новая молодая журналистика. Огромную аудиторию собирали публицистические программы «Взгляд», «Пятое колесо», «600 секунд». То, что годами было запретным — стало предметом широкого обсуждения. Люди впервые открыто заговорили про секс, путан и проблемы агропромышленного комплекса. Чтобы набрать отличный материал для репортажа, Ване и Саше приходится идти на серьёзный риск.   | 7 декабря 2015  |
| 11 (83) | Кирилл Кондратов                              | В Советском Союзе завести отношения проще всего было на работе, и называлось это «служебным романом». Про это даже фильм сняли. Когда Смирновы дома всей семьёй смотрели «Служебный роман» и смеялись над Новосельцевым, Ваня и представить не мог, что сам станет персонажем похожей истории. | 8 декабря 2015  |
| 12 (84) | Гульнара Сапаргалиева, Сергей Лахтин          | В Советском Союзе сдавали пустую тару из-под алкоголя, но иностранная бутылка, даже пустая, воспринималась, как символ другого свободного мира, и если такая тара попадала в советскую квартиру, её ставили на видное место в качестве украшения. Ваня решается пригласить Сашу в бар на свидание. | 9 декабря 2015  |
| 13 (85) | Мария Колбецкова                              | В Советском Союзе принтеров не было, а каждый копировальный аппарат был на учёте у государства. Тексты писали от руки или их набирали на печатной машинке. Зато, когда садились писать, никого не отвлекали ни социальные сети, ни пасьянс «Косынка». Ване во что бы то ни стало нужно заработать 50 рублей на новую печатную машинку для Саши.                                                                                     | 10 декабря 2015 |
| 14 (86) | Сергей Лахтин                                 | В Советском Союзе люди улыбались гораздо чаще, чем сейчас. У них было всё, что им нужно: молоко в треугольных пакетах, варёная колбаса, квас из бочек. В конце 80-х всё это начало постепенно исчезать, и люди приуныли. Но когда у нас издали книгу Карнеги «Как завоевать друзей и оказывать влияние на людей», — народ снова заулыбался. Ваня отправляется в Подмосковье на фестиваль авторской песни, где знакомится с бардами. | 14 декабря 2015 |
| 15 (87) | Александр Шампаров                            | Гражданин Советского Союза определялся со своей профессией заранее. Шёл учиться в Кулинарный — становился поваром, поступал в вуз на медика — точно знал, что всю жизнь проработает врачом. Но в конце 80-х всё пошло кувырком. Это было время, когда инженер мог оказаться торговцем на рынке, а экономист — фотографом. Ваню увольняют из редакции и он идёт заливать горе к друзьям в бар, где от него прячется официантка Инга. | 14 декабря 2015 |
| 16 (88) | Александр Шампаров                            | В Советском Союзе тысячи людей увлекались фотоделом. Тогда никто не знал что такое «мегапиксель». В ходу были такие слова, как «проявитель», «фиксаж» и «глянцеватель». Это было время, когда каждая фотография была результатом кропотливой работы в ванной под красным фонарём. Ваня решает принять участие в фотовыставке, но не может найти подходящие фотографии. На выручку ему приходят друзья.                              | 15 декабря 2015 |
| 17 (89) | Мария Колбецкова, Татьяна Шохова              | Хотя капитализма в Советском союзе не было, реклама всё-таки встречалась. Наряду со спичками и берёзовым соком рекламировались отечественные автомобили и беличьи манто. Правда, в рекламе не говорилось о том, что всё это невозможно было купить. Ваня неожиданно получает заказ на фотосессию, где моделью выступит Инга. | 15 декабря 2015 |
| 18 (90) | Кирилл Кондратов                              | В Советском Союзе очень любили футбол. Тогда ещё не было ни караоке, ни ночных клубов, — поэтому народ до отказа забивал стадионы. Только на футболе мужики, не стесняясь в выражениях, могли кричать то, что они думали. Ваня решает организовать собственный спорт-бар. | 16 декабря 2015 |
| 19 (91) | Гульнара Сапаргалиева, Татьяна Шохова         | Дети в СССР жили в окружении мифов. Например, Мишка умолял Ваню найти красную фотоплёнку, на которой люди получаются без одежды, а его друзья пытались собрать килограмм комаров, чтобы за деньги сдать их в аптеку. Ну какой ребёнок сейчас поверит, что в обмен на юбилейный рубль можно было получить целый автомобиль?! Ваня с Ингой присматривают за ребёнком.                                                                 | 16 декабря 2015 |
| 20 (92) | Сергей Лахтин                                 | В 1988-м по телевизору начали показывать «Рабыню Изауру». Первая мыльная опера в СССР отвлекала народ от политической нестабильности и программы «Прожектор перестройки». У Вани в жизни творилась своя «мыльная опера». | 17 декабря 2015 |

### Сезон 6
| № серии  | Сценарист(ы)                    | Описание серии | Премьера     |
| -------- | ------------------------------- | --- | ------------ |
| 1 (93)   | Татьяна Шохова                  | В 1988 году в СССР вышел фильм «Асса». Никто не понимал названия фильма, но это не мешало наслаждаться красотой Татьяны Друбич и песней Цоя «Перемен, мы ждём перемен!». Если честно, перемен Ваня не ждал, это они его ждали сразу после того, как он сделал выбор между Сашей и Ингой. | 30 мая 2016  |
| 2 (94)   | Александр Фомин, Сергей Лахтин  | В СССР популярным было всё, связанное с космосом. Имя — Юра, ВИА — «Земляне» и телепередачи про космическую гонку. Семья Смирновых, как и все советские граждане, любила космос. Поэтому Ваня ходил в кинотеатр «Космос», Геннадий курил сигареты «Космос», а Мишка — ел из тюбика зубную пасту, представляя её космической едой. Ваня отправляется на «Байконур» в поисках Саши. Эта поездка без приключений не обходится.                                                  | 30 мая 2016  |
| 3 (95)   | Евгения Михайлова               | В СССР не было секса, поэтому покупка известных резиновых изделий становилась для советских граждан мучением, ведь тогда все в очереди знали, что вы собираетесь заниматься тем, чего в стране нет. Геннадий шутил, что пару раз постеснялся купить изделие № 2, вот так на свет и появились Ваня с Мишкой. Ваня становится барменом, причём смешивать напитки ему предстоит в одном заведении с Ингой.                                                                      | 31 мая 2016  |
| 4 (96)   | Кирилл Кондратов                | В СССР верили всему, что говорилось с экранов телевизоров. Если диктор утверждал, что «мы живём хорошо», — значит так оно и было. В семье Смирновых Людмила верила в Кашпировского, Геннадий — в Перестройку, а Мишка — что удавы измеряются в попугаях. В баре к Инге начинает приставать один из постоянных клиентов. Ваня решает заступиться за неё… | 1 июня 2016  |
| 5 (97)   | Сергей Лахтин                   | В Советском союзе была стабильность во всём. Пятилетку выполняли за три года, бананы продавали зелёными, а спрос на дешёвый портвейн был высоким. В семье Смирновых тоже была стабильность: Ваня стабильно донашивал вещи за отцом, а Мишка — за Ваней. Ване приходится постоять за своих друзей. | 2 июня 2016  |
| 6 (98)   | Сергей Лахтин                   | Одним из символов СССР был одеколон «Тройной». Именно им пахло большинство советских мужчин снаружи, а некоторые и изнутри. У родителей Вани были свои любимые ароматы, которыми они пользовались в исключительных случаях. Когда они бывали в ссоре и хотели помириться, Геннадий душился одеколоном «Шанс», а Людмила — духами «Может быть». Ваня помогает Саше получить работу в Москве, однако ему приходится скрыть от девушки важную информацию.                       | 6 июня 2016  |
| 7 (99)   | Сергей Лахтин, Семён Лобашёв    | В СССР альтернативной службы не было. Служить в армии должны были все, но не все хотели. Чтобы «откосить», кто-то прикидывался больным и делал справку, а кто-то прикидывался умным и поступал в институт. Геннадий долгое время был уверен, что Ваня пошёл на экономиста, чтобы не служить, и называл его «тыловой бухгалтер». Став администратором в баре, Ваня получил в придачу море ответственности. Теперь он должен выбрать, кого из друзей уволить: Ингу или Серёгу. | 7 июня 2016  |
| 8 (100)  | Евгения Михайлова               | В СССР было лучшее в мире образование. Только в нашей стране каждый пятиклассник знал наизусть стихотворение на 5 страниц. Как-то Мишка весь день зубрил «Бородино» и заставил членов своей семьи проверять его. К вечеру вся семья Смирновых выглядела так, будто лично отбила у французов батарею Раевского. Ваня, Серёга и Боря отправляются домой к преподавателю пересдавать зачёт. Они не могли подумать, чем закончится визит к педагогу.                             | 8 июня 2016  |
| 9 (101)  | Евгения Михайлова               | В СССР каждый имел право на отдых. Советские граждане, в основном, отдыхали на личных грядках и огородах. Однажды, после недельного отдыха на даче, Геннадий Смирнов понял, что очень любит работать, и в следующем году отпуск на заводе не брал. Ваня с Сашей отправляются в Дом отдыха и предвкушают, что проведут там незабываемое время. Впрочем, тут их поджидает «сюрприз».                                                                                           | 9 июня 2016  |
| 10 (102) | Александр Фомин                 | СССР хотел мира во всём мире, поэтому советских граждан со школы готовили к обороне страны. Ваня тоже сдавал нормы ГТО. Однажды он метал гранату на 40 метров, и попал в учителя физкультуры. Смирнова не наказали, а дали значок ГТО, потому что учитель стоял в 60 метрах от Вани. С огромным трудом и при всевозможной помощи друзей Ваня находит квартиру, теперь они с Сашей могут жить самостоятельно.                                                                 | 14 июня 2016 |
| 11 (103) | Кирилл Кондратов, Сергей Лахтин | В СССР астрология была под запретом, и вышла из подполья только в конце 80-х. Геннадий Смирнов сказал, что в астрологию верят только дураки, но когда узнал, что он по гороскопу — Лев, а тёща — Змея, — сразу поверил. Сурен заставляет Ваню заниматься нелегальным обменом валюты. Ваня не может отказать, но нарушать закон тоже не желает. Тогда Боря, Серёга и Макар решают выручить друга.                                                                             | 14 июня 2016 |
| 12 (104) | Сергей Лахтин                   | В СССР каждая хозяйка стремилась повесить на стену шерстяной ковёр. В паре с хрусталём ковёр символизировал, что жизнь удалась. А пластмассовая выбивалка у Людмилы в руках символизировала, что Ване нужно свернуть ковёр, вынести его во двор и колотить по нему целый час. У Вани выдался неспокойный день: его постоянно что-то заставляет поволноваться — начиная от ссоры с Серёгой, заканчивая новостью о беременности Саши.                                          | 15 июня 2016 |
| 13 (105) | Татьяна Шохова, Александр Фомин | В СССР было модно писать послания пионерам будущего. Послание обычно начиналось словами «Наш юный друг, человек коммунизма!», ведь все были уверены, что построят коммунизм к 2000 году. Но Ваня в это никогда не верил. Он считал, что коммунизм наступит не раньше 2020-го. Ваня собирается с духом и говорит Саше всё то, что давно не решался сказать. И теперь, вопреки всем советам друзей, он спешит на свадьбу к Инге.                                               | 16 июня 2016 |

## Саундтрек
| Исполнитель                                       | Название композиции | Серии                             |
| ------------------------------------------------- | --- | --------------------------------- |
| Юрий Шатунов                                      | Белые розы | 1 — 32, 34 — 51, 53 — 60, 62 — 72 |
| Николай Гнатюк                                    | Птица счастья | 1, 10, 12, 24, 31                 |
| Максим Дунаевский                                 | Вечный двигатель прогресса | 1, 3, 7, 15, 21                   |
|                                                   | Дедушкин сундук | 2, 12, 18, 29, 41                 |
|                                                   | Сивка-бурка | 3, 6, 42                          |
|                                                   | Гадалка (Гаданье) | 5, 23                             |
|                                                   | Жил да был Брадобрей (Лев и Брадобрей)                                                                                         | 8, 13, 18                         |
|                                                   | Ветер перемен | 9, 15, 43, 72                     |
|                                                   | Леди совершенство | 28                                |
|                                                   | Кленовый лист | 30, 42, 44                        |
|                                                   | Позвони мне, позвони | 92                                |
| Samantha Fox                                      | Touch Me (I Want Your Body) | 1, 5                              |
| Culture Club                                      | Do You Really Want To Hurt Me                                                                                                  | 1, 8, 12, 19, 25                  |
| Sandra                                            | Everlasting Love | 1, 2, 12, 20, 24                  |
| Алла Пугачёва                                     | Надо же… | 1, 5, 24, 73 — 105                |
|                                                   | Миллион алых роз | 3, 10, 19, 31                     |
|                                                   | Найти меня | 19, 23                            |
|                                                   | Как тревожен этот путь | 32                                |
|                                                   | Птица певчая | 79                                |
| Секрет                                            | Моя любовь на пятом этаже | 1, 15, 29                         |
|                                                   | Тысяча пластинок | 14, 16, 26                        |
|                                                   | Привет | 15, 28, 31                        |
|                                                   | Последний час декабря | 23, 25, 61                        |
|                                                   | Твой папа был прав | 23                                |
| Лев Лещенко                                       | Ни минуты покоя | 1, 8, 12, 26, 28                  |
|                                                   | Родная земля | 2, 19, 20                         |
|                                                   | Любовь, комсомол и весна | 13, 26                            |
| Владимир Кузьмин и группа «Динамик»               | Влюблённый в музыку | 1, 3, 16, 25, 29                  |
|                                                   | Ромео и Джульетта | 2, 4, 12, 15, 16, 24, 25, 26, 34  |
|                                                   | Симона | 2, 9, 10, 19, 31                  |
|                                                   | Пристань твоей надежды | 3, 4, 9, 25, 29, 30, 72           |
|                                                   | Я возвращался домой | 3, 9, 21, 38                      |
|                                                   | Всё, что я хочу | 5, 11, 17, 45, 46                 |
|                                                   | Белые дикие кони | 6, 8, 14, 17, 30, 32, 71          |
|                                                   | Пароход | 9, 14, 23, 39, 40, 46             |
|                                                   | Автоответчик | 14, 25                            |
|                                                   | Только ты и я | 16, 19                            |
|                                                   | Странные дни | 16, 51                            |
|                                                   | Похожа на мечту | 17, 18                            |
|                                                   | Вы так невинны | 20                                |
|                                                   | Ты, ты, ты | 28                                |
|                                                   | Неведомая даль | 35, 46, 56                        |
|                                                   | Ненавижу тебя | 46, 48                            |
|                                                   | Когда я стану другим | 76, 95                            |
| Форум                                             | Белая ночь | 1, 6, 7, 16, 20, 31               |
|                                                   | Улетели листья | 2, 12, 13, 21, 30                 |
|                                                   | Островок | 13, 14, 18                        |
|                                                   | Какая нелепость | 14, 25, 30, 31                    |
| Вячеслав Добрынин                                 | Всё, что в жизни есть у меня                                                                                                   | 1, 8, 24                          |
|                                                   | Большая медведица | 3, 7, 9, 19, 42                   |
|                                                   | Прощай | 9                                 |
|                                                   | Синий туман | 65, 72                            |
|                                                   | Бабушки-старушки | 70, 72                            |
|                                                   | Не сыпь мне соль на рану | 81, 93, 98, 99, 103               |
| Nik Ammar & Oliver Jackson                        | Holding your flame | 65                                |
| Эдита Пьеха                                       | Манжерок | 2                                 |
| Песняры                                           | За полчаса до весны | 2                                 |
|                                                   | Беловежская пуща | 83                                |
| ВИА «Весёлые ребята»                              | Бологое | 2, 7, 9, 21, 29                   |
|                                                   | Чашка чая | 13, 17                            |
|                                                   | Не волнуйтесь, тётя | 24, 28, 38, 41, 47, 53            |
|                                                   | Хочу всё знать | 39, 59                            |
| ВИА «Здравствуй, песня»                           | Где же ты была | 2, 7                              |
| Михаил Боярский                                   | Всё пройдёт | 2, 28, 75, 84                     |
|                                                   | Городские цветы | 34, 40, 53                        |
|                                                   | Рыжий конь | 41, 44, 45                        |
|                                                   | Песенка о вещах | 39, 43, 49                        |
|                                                   | Горбун | 76                                |
|                                                   | Зеленоглазое такси | 82                                |
| Майк Науменко и «Зоопарк»                         | Blues De Moscou # 1 | 2, 9, 18                          |
|                                                   | Сладкая N | 6                                 |
|                                                   | Буги-вуги каждый день | 15, 18                            |
|                                                   | Вперёд, Боддисатва! | 15, 16, 17                        |
|                                                   | Пригородный блюз | 15                                |
|                                                   | Д. К. Данс (Мажорный рок-н-ролл)                                                                                               | 17                                |
|                                                   | Если ты хочешь | 18                                |
|                                                   | Все те мужчины | 31, 32                            |
| Никита Ефремов                                    | Наш дурдом голосует за | 2                                 |
|                                                   | Занимайтесь любовью, а не войной                                                                                               | 2, 10, 25, 28                     |
|                                                   | Чайный блюз | 5, 14, 30                         |
|                                                   | Мне говорят | 14                                |
|                                                   | Прости | 28                                |
| Дмитрий Ланской, Наталья Павлова, Артём Михаенкин | И вновь продолжается бой | 3, 4, 13, 20                      |
| Кино                                              | Восьмиклассница | 6                                 |
|                                                   | Перемен | 6                                 |
| Валентина Легкоступова                            | Ягода-малина | 6, 10, 31                         |
| Дмитрий Ланской                                   | Кино | 6                                 |
|                                                   | Teenage Girl | 15, 16                            |
| Zodiac                                            | Rock on the ice | 8, 20                             |
|                                                   | Provincial Disco | 7, 10, 11, 31                     |
|                                                   | Pacific | 12, 23, 32                        |
| ВИА «Синяя птица»                                 | Так вот какая ты | 8, 9, 11                          |
|                                                   | Здравствуй, как ты живёшь | 78, 98                            |
| Pierre Bachelet                                   | Emmanuelle | 11                                |
| Joy                                               | Touch by Touch | 13, 16, 25                        |
|                                                   | Valerie | 61, 63, 64                        |
| Иосиф Кобзон                                      | Не расстанусь с комсомолом | 13, 15, 25, 34, 42                |
| Георгий Панков                                    | Гимн демократической молодёжи                                                                                                  | 13, 20, 28                        |
| ВИА «Пламя»                                       | Зацветает краснотал | 13, 18, 31                        |
| Ольга Зарубина                                    | На теплоходе музыка играет | 13, 26, 34, 70                    |
|                                                   | Ты приехал (Разлучница-разлука)                                                                                                | 33, 49, 57, 61                    |
| Raphael Lake                                      | Turn It Up | 44                                |
| Алиса Мон                                         | Подорожник-трава | 14, 19, 21, 42                    |
| Андрей Родионов                                   | Барокко | 16                                |
| Альянс                                            | На заре | 16, 21, 25                        |
| Александр Серов                                   | Мадонна | 17, 28                            |
| Сергей Беликов и ансамбль «Маки»                  | Сам себя считаю городским теперь я (Снится мне деревня), однако на сольной пластинке С. Беликова указана гр. п/у Б. Емельянова | 21, 29                            |
| Пикник                                            | Иероглиф | 23, 29                            |
| ВИА «Лейся, песня»                                | Кто тебе сказал? | 8, 25                             |
| Ансамбль Московского городского Дворца пионеров   | Орлята учатся летать | 25, 31                            |
|                                                   | Пионерия шагает | 25                                |
| «Земляне»                                         | Прости, Земля | 25, 26                            |
|                                                   | Трава у дома | 33                                |
|                                                   | Взлётная полоса | 34, 39, 49, 53                    |
| Bryan Ferry                                       | Slave to Love | 22, 26, 32                        |
| Модест Табачников                                 | Ах, Одесса | 31                                |
| Bad Boys Blue                                     | You’re a Woman | 33, 43, 55                        |
|                                                   | Come Back and Stay | 43, 50, 60                        |
| Юрий Лоза                                         | Девочка в баре | 33, 36                            |
|                                                   | Плот | 75, 93, 100                       |
| Татьяна Малышева                                  | Мы будем вместе | 33, 44, 57                        |
|                                                   | Только с тобой | 37, 40                            |
|                                                   | Кумир | 48                                |
|                                                   | Дискошар | 49                                |
| Михаил Муромов                                    | Яблоки на снегу | 33, 42, 56, 57                    |
| Vince Clarke и Martyn Ware                        | Electrik Laserland | 34, 37, 40                        |
| Владимир Пресняков                                | Острова | 35, 50                            |
|                                                   | Зурбаган | 42, 51                            |
|                                                   | Папа, ты сам был таким | 73, 96                            |
| Ария                                              | Улица Роз | 36                                |
|                                                   | Герой асфальта | 36                                |
| Наутилус Помпилиус                                | Я хочу быть с тобой | 37, 43                            |
|                                                   | Взгляд с экрана | 86                                |
| Игорь Скляр                                       | Я уеду в Комарово | 43                                |
| Alphaville                                        | Big in Japan | 43, 51, 53                        |
| Stephen Green                                     | Everyday Saviour | 45, 48                            |
| Валентина Толкунова                               | Я не могу иначе | 45, 56                            |
| Ялла                                              | Три колодца | 46, 48, 54, 61                    |
| Раймонд Паулс                                     | Золотая свадьба | 48                                |
| Fancy                                             | Flames of Love | 55, 62, 68                        |
| Детский ВИА г. Днепропетровска                    | Песня о снежинке | 61                                |
| Fiona Kernaghan                                   | Ready For A Miracle | 61                                |
| Savage                                            | Don’t Cry Tonight | 61, 72                            |
|                                                   | Only You | 63                                |
| Родион Газманов                                   | Люси | 63, 71                            |
| Вячеслав Малежик                                  | Смолоду | 63                                |
|                                                   | Верблюд | 73, 77, 101                       |
| Игорь Корнелюк                                    | Билет на балет | 66, 69                            |
|                                                   | Я не понимаю, что со мной | 73, 77, 78, 79, 82                |
|                                                   | Куд-куда | 74, 77, 80, 82, 85, 90, 99        |
|                                                   | Дожди | 76, 78 — 83, 85, 87, 92, 93, 95   |
|                                                   | Мало ли | 76, 89                            |
|                                                   | Будем танцевать | 77, 78, 80, 83, 96, 105           |
|                                                   | Лунатики | 78                                |
|                                                   | Ходим по Парижу | 80                                |
|                                                   | Лыжи | 86                                |
|                                                   | Возвращайся | 88, 97, 99                        |
| Дмитрий Маликов                                   | Ты моей никогда не будешь | 69                                |
|                                                   | До завтра | 71, 85, 94, 102, 103              |
|                                                   | Брачный кортеж | 73                                |
| Simon Steadmon feat. Charlton Pettus              | Wait | 72                                |
| Joe Dassin                                        | Et si tu n’existais pas | 73                                |
| Ренат Ибрагимов                                   | В краю магнолий | 74, 79                            |
| Scorpions                                         | Wind of Change | 74                                |
| Крис Кельми и Рок-Ателье                          | Не торопись | 75                                |
|                                                   | Ночное рандеву | 84, 98                            |
| Наталья Гулькина                                  | Солнце горит | 77, 79, 99                        |
| Skeewiff                                          | Almost Naked | 77, 83                            |
| Алла Пугачёва и Владимир Кузьмин                  | Некогда | 77, 94, 102                       |
| Kaoma                                             | Lambada | 80                                |
| Евгений Крылатов                                  | Крылатые качели | 80                                |
| Christian Padovan, Stephane Huguenin, Yves Sanna  | Guardami | 81, 83                            |
|                                                   | Il Mio Cuore Fa Bam | 81                                |
| ВИА «Опус»                                        | Надо подумать | 85, 100                           |
| Электроклуб                                       | Ты замуж за него не выходи | 87                                |
| Ирина Понаровская и Вэйланд Родд                  | Я больше не хочу | 91, 100                           |
| Владимир Маркин                                   | Я готов целовать песок | 92, 95, 101                       |
| Женя Белоусов                                     | Ночное такси | 94, 99                            |
|                                                   | Девочка моя синеглазая | 95, 96                            |
| Depeche Mode                                      | Strangelove | 99, 104, 105                      |
| Фёдор Чистяков и Ноль                             | Я. Л. Ю. Б. Л. Ю. Т. Е. Б. Я.                                                                                                  | 104                               |

## Рейтинги
Старт «Восьмидесятых» оказался очень успешным. По данным TNS Russia, 30 января доля двух первых серий проекта в аудитории «Россия, все 6—54» составила 19,8 % рейтинг — 6,1 %. А по молодёжной аудитории 14—44 доля премьерных серий достигла 23,7 %. Эти показатели позволили СТС занять первое место по России в день премьеры в слоте 20:00-21:00.
После отличных рейтингов первого сезона телеканал СТС решил заказать 40 новых серий, премьера которых должна была состояться осенью 2012 года. Показ второго сезона начался 21 января 2013 года в 20:00 по местному времени. Как и первый сезон, он тоже побил рекорды: по данным TNS Russia, второй сезон сериала «Восьмидесятые» прошёл со средней долей 17,1 %, что позволило СТС опередить все другие российские телеканалы в слоте 20:30 — 21:00 в целевой аудитории 10—45.
Средний рейтинг третьего сезона «Восьмидесятых» среди целевой аудитории СТС (Все 10—45) составил 3,8 % (доля 14,5 %). Сериал занимал третье место в тайм-слоте среди всех программ и второе место среди сериалов для аудитории «Все 10—45». При этом произошло увеличение доли слота более чем на 15 % по сравнению со средней долей с начала года и прирост средней доли слота на 14 % по сравнению с программой, идущей в предыдущем слоте (19:30-20:00).
Четвёртый сезон проекта прошёл на СТС с высокими показателями. Доля финальных серий в аудитории «Все 10—45» по России составила 15,6 %, рейтинг — 4,3 %, что обеспечило СТС место в ТОП-3 телеканалов. В среднем по стране за время эфира проект посмотрели 12,9 % телезрителей в возрасте от 10 до 45 лет.

## Критика
Коммунисты Петербурга критично отозвались о сериале, назвав его предвыборным средством агитации и обвинив в воспитании отрицательного отношения к В. И. Ленину, указали на тенденциозность (необъективность, предвзятость) в освещении жизни советских людей (акцент на негативных сторонах общественной жизни с одновременным умалением позитивных сторон).